# Александро-Невская церковь (Челябинск)
Це́рковь Алекса́ндра Не́вского — православный храм Челябинска, освящённый в память Святого благоверного князя Александра Невского. Построен по проекту Александра Померанцева. До 2013 года в храме размещался зал камерной и органной музыки. Последний музыкальный концерт в здании Александро-Невской церкви состоялся 27 ноября 2013 года. В декабре 2013 года орган был демонтирован.
Здание церкви Александра Невского является объектом культурного наследия Челябинской области.

## История

### Дореволюционный период
На бывшей окраине города в 1881 году была разбита Александровская площадь. Название было дано в память об императоре Александре II. На собранные челябинцами и свои личные средства купец Кутырев заложил здесь часовню, названную по имени выдающегося русского полководца князя Александра Невского, за ратные подвиги возведённого в ранг святого. Строительство велось без участия архитектора и вскоре было приостановлено, все постройки сломаны; в таком виде площадь просуществовала около 10 лет. Только 3 октября 1894 года Оренбургская консистория предлагает Кутыреву «начатую им часовню обратить в церковь».
Строительство в конце XIX — начале XX века в Челябинске церкви Александра Невского не было единичным явлением. Открытие в 1892 году железнодорожной станции за 10 лет удвоило население захолустного городка, а в первом десятилетии XX века оно составило более 60 тысяч. Церковь, заботясь о нравственном воспитании паствы, настоятельно требовала появления новых культовых зданий. Одним из них стал храм во имя Святого благоверного князя Александра Невского.

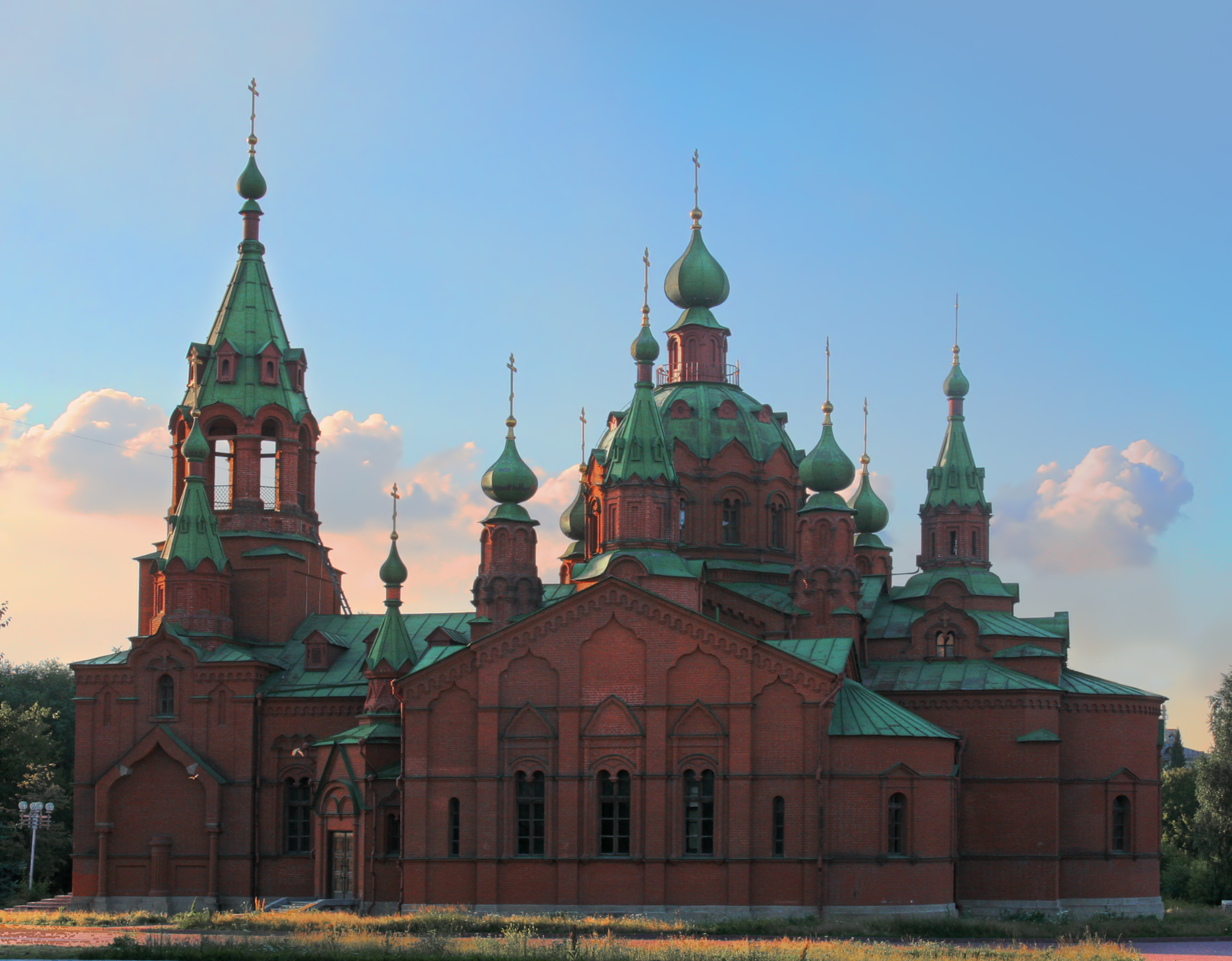
Вид с юга

В 1907 году по требованию местных купцов и мещан было возобновлено строительство церкви по новому проекту, автором которого стал зодчий с мировым именем Александр Никанорович Померанцев, в то время бывший руководителем мастерских высшего училища при Академии художеств. По его проектам были построены знаменитые Московские торговые ряды (1889—1893), соборы Александра Невского в Москве (разрушен в 1952 году), Софии и других городах. Композиционное решение Александро-Невской церкви зодчий выполнил в русском стиле. Четыре года понадобилось, чтобы закончить наружные работы. На строительство было потрачено 60 тысяч рублей, пожертвованных челябинцами, городской думой и Николаем II. Средств хватило только на возведение стен. Заложенные в проект мозаика над входами, постаменты для горельефов в шатровой части здания не были воплощены в жизнь. Созданный при церкви строительный комитет церковно-приходского попечительства стремился завершить на оставшиеся средства внутренние работы по освещению здания, покраске стен, росписи купольной части и т. д.
К работе над иконостасом и монументальной живописью были привлечены местные мастера: иконостас делал мастер-деревщик из Верхнеуральска, а иконы для иконостаса и росписи купольной части создавались в мастерской, принадлежавшей художнику В. М. Ощепкову. Художественные работы проводились с конца 1914 года до мая 1915 года, и в 1916 годах. Темы сюжетов — канонизированные русские святые: Александр Невский, митрополит Иона, Борис и Глеб, Ярослав Мудрый, Владимир Мономах.
Богослужения в церкви Александра Невского проводились более 10 лет, начиная с 1916 года. Вскоре после Октябрьской революции органы Советской власти г. Челябинска в память о событиях 1905 года присвоили Александровской площади новое название — Алое поле. В 1924 году приходский совет церкви открыто вступил на платформу автокефальной церкви, признав правящую Советскую власть единственным законным управлением. Свои позиции в отношении к Советской власти подтвердил съезд Челябинской епархии, проходивший в здании храма Александра Невского 29 июня 1926 года.

### В годы Советской власти
13 апреля 1922 года здание храма в соответствии с действующим законодательством было передано в «бесплатное, бессрочное пользование» группе верующих. В этом же году из храма были изъяты все ценности, на средства от продажи которых большевики планировали вести борьбу с голодом.
4 марта 1930 года церковь закрыли. Президиум окружкома предписал использовать освободившееся помещение «для государственных служебных надобностей».
С конца 1920-х — начала 1930-х годов в Челябинске началось разрушение церковных сооружений на площадях города, снятие глав с церквей. Не избежал подобной участи и храм на Алом поле: были сняты главы с крестами и шатёр колокольни, росписи на стенах были замазаны краской, впоследствии в средней части храма были сооружены перекрытия и перегородки.
Здание первоначально было отдано под газетный цех типографии «Челябинский рабочий», затем в нём размещался склад военного имущества, а также планетарий. С 1940 года и в годы Великой Отечественной войны здесь располагались коллекции Челябинской областной картинной галереи, с 1944 года — хранилища Государственного архива Челябинской области (также в некоторых помещениях жили сотрудники архива), с 1956 по 1981 год работал планетарий, затем — шахматная школа и кружки Дворца пионеров.

### Реставрация. Органный зал
В начале 1980-х годов было принято решение о передаче здания Челябинской филармонии. Подготовка к реставрации здания началась в 1983 году. В Центральном государственном архиве древних актов в Ленинграде были найдены 30 листов переписки с изложением строительства и выполненные Александром Померанцевым чертежи: два фасада здания, его план и разрез без указания размеров. Архитекторы имели на руках чертежи без размеров и две фотографии 1916 и 1956 годов. Полностью обновлён фасад. Стены здания с кладкой кирпича разного цвета были покрыты материалом, придавшем зданию однородный красный цвет.
Заново были установлены 13 куполов на высоте 30 м. Самые крупные луковицы главок — в диаметре 2 м, по высоте — 5 м; диаметр самых маленьких — 1,2 м. Каждая луковица завершалась шпилем в 2,5 м.
Преобразился интерьер здания — лепнина в позолоте, стены украшены панно из мрамора, яшмы, змеевика, лабрадорита; панели и полы изготовлены из ценных пород древесины; заново сделаны оконные рамы, двери и т. д. Была разработана система кондиционирования воздуха для органа.
В 1990-х годах шпили на луковицах были заменены на позолоченные православные кресты.

### Передача здания РПЦ

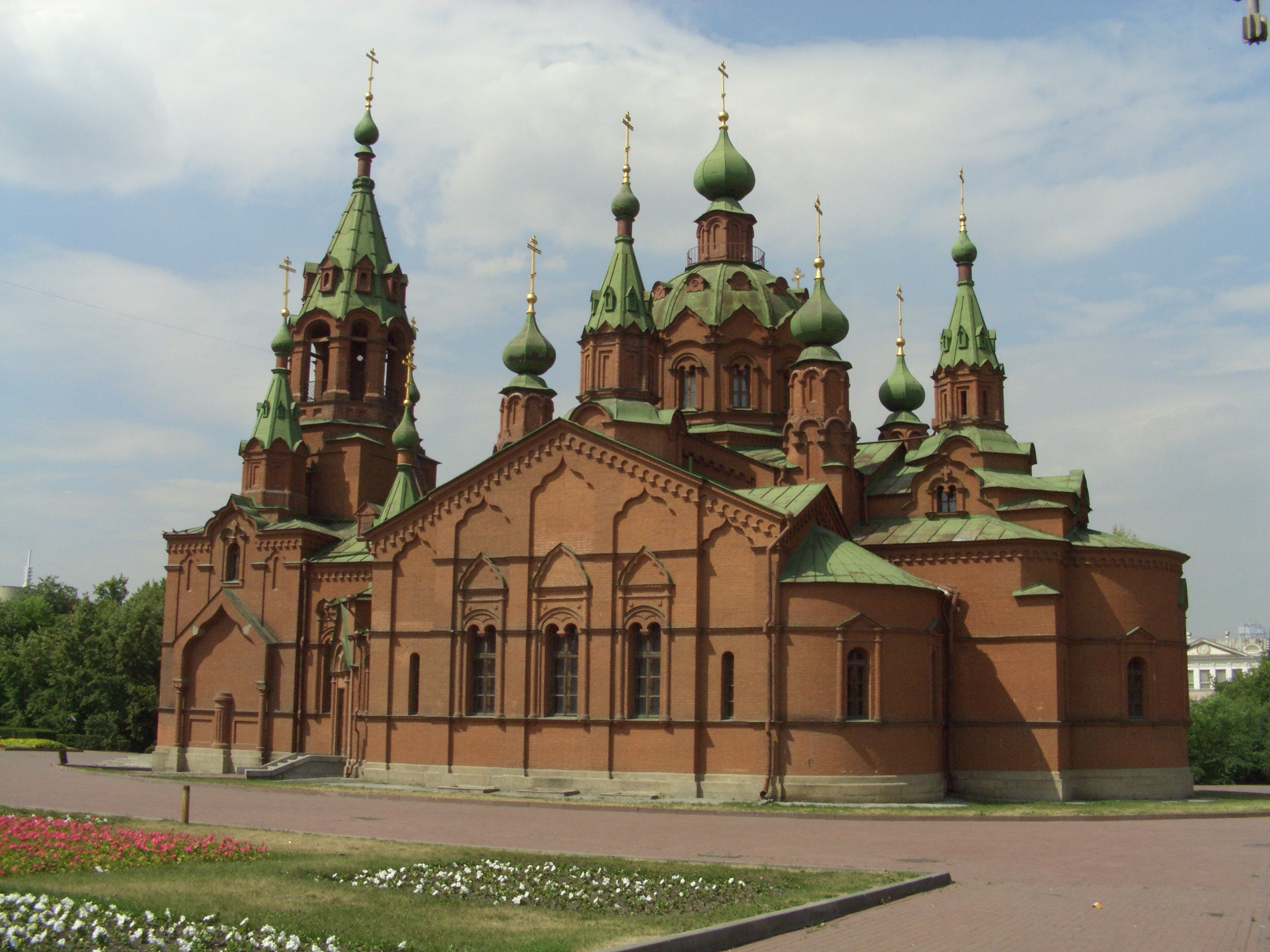
В 2010 году, вид с юга

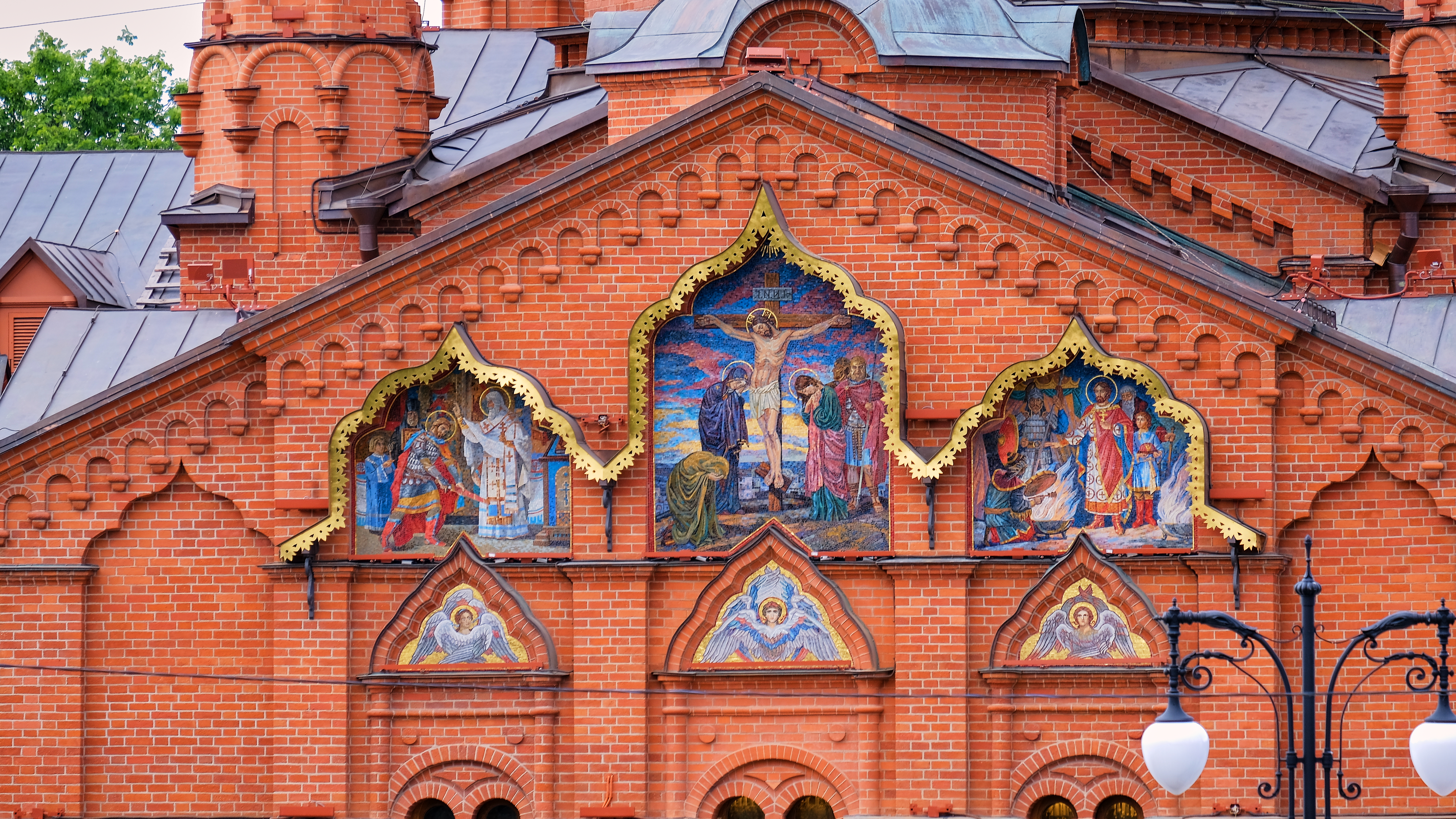
Архитектурные элементы

В 1990 году был впервые поставлен вопрос о передаче здания органного зала Челябинской епархии Русской православной церкви. Музыканты заявляли, что перенос органа сопряжён с риском потери звучания органа, поскольку каждый инструмент создаётся с учётом акустики конкретного помещения. Создатели челябинского органа в 1992 году заявляли, что «перенос органа в другое помещение с художественной точки зрения и с точки зрения органостроителей недопустим», связан с громадным риском повреждения инструмента и неизбежно приведёт к потере его акустических свойств. Органист Владимир Хомяков в 1997 году сообщал, что фирма «Hermann Eule» официально отказалась участвовать в переносе органа. В официальном письме специалисты компании Hermann Eule предупредили, что перенос органа в другое здание связан с большим риском его повреждения.
Александр Щипков в своей книге «Во что верит Россия» (1998) писал: «Работники Загса благословляют жениха и невесту, имитируя таинство венчания. Церковные стены, фата, орган, шампанское, шаферы — всего этого вполне достаточно для удовлетворения религиозных потребностей молодых людей. Когда Челябинская епархия попыталась вернуть собор, работники Комитета по культуре вышли на паперть в пикет и вывесили плакат: „Не хлебом единым!“. Органную духовность отстояли, епархия была посрамлена в глазах общественности».
19 апреля 2010 года во время визита патриарха Кирилла в Челябинск будущий губернатор Челябинской области Михаил Юревич (на тот момент — мэр Челябинска) сообщил, что принято решение «в короткий срок освободить храм Александра Невского в центре города». Будет создана комиссия при Законодательном собрании Челябинской области, которая должна выработать решение, устраивающее все заинтересованные стороны.
Некоторые эксперты дали свою оценку возможности переноса инструмента в другое помещение с сохранением прежних условий его использования.
Другие указывали на вероятное нарушение звучания инструмента в новом помещении.
Иржи Коцоурек, директор органостроительной фирмы «Германн Ойле» в интервью телеканалу «Культура» заявил: «У нас был неоднократный опыт переноса и установки инструментов на новом месте. Но мы пришли к мнению, что при переносе орган теряет своё звучание». Местная пресса, ссылаясь на это интервью, опубликовала ряд сообщений о том, что специалисты признают перенос органа «принципиально возможным», не упоминая о рисках, которым при этом подвергается инструмент. Подобное расхождение среди специалистов доказывает, что даже среди них не было единого мнения.
В июне 2010 года директор фирмы «Германн Ойле» осмотрел орган, отметил его хорошую сохранность и назвал существующее помещение «акустически превосходным». Все три предложенные администрацией города помещения для переноса органа после осмотра были названы абсолютно неподходящими, было рекомендовано построить новое помещение для органного зала. Помещение бывшего кинотеатра «Родина» (обследовано специалистами Eule по чертежам) также названо неподходящим, однако не исключалось, что после всеобъемлющей реконструкции кинотеатра можно получить подходящий для органа зал. На реконструкцию здания бывшего кинотеатра «Родина» в связи с переносом органа в бюджете Челябинской области на 2011 год было предусмотрено 200 млн рублей. Перенос инструмента планировалось осуществить в 2012 году.
8 июля 2010 года в здании церкви прошло первое за 80 лет богослужение. 3 декабря 2010 года была установлена звонница из девяти колоколов общим весом 2,5 т (самый крупный колокол — 1140 кг).
Передача здания органного зала РПЦ вызвала широкое обсуждение в обществе, прошли митинги и пикеты против переноса органа и установки колоколов.
27 ноября 2013 года было объявлено о передаче здания храма на Алом поле Русской православной церкви.

## Духовенство
- Настоятель храма — протоиерей Борис Кривоногов.
- Иерей Владимир Нетесов.
- Иерей Иоанн Карабидович[32].